# Tero Järvenpää
Tero Järvenpää (ur. 2 października 1984 w Tampere) – fiński lekkoatleta specjalizujący się w rzucie oszczepem.
Na początku kariery został w 2001 brązowym medalistą mistrzostw świata juniorów młodszych. Dwa lata później wywalczył wicemistrzostwo Europy juniorów oraz brąz igrzysk wojskowych. W 2005 był piąty na młodzieżowych mistrzostwach Starego Kontynentu oraz został srebrnym medalistą uniwersjady. Bez powodzenia – odpadł w eliminacjach – startował w mistrzostwach Europy (2006). Ósmy zawodnik mistrzostw świata w Osace oraz czwarty oszczepnik igrzysk olimpijskich w Pekinie. Zajął jedenastą lokatę podczas światowego czempionatu w 2009. Znalazł się w reprezentacji Finlandii na mistrzostwa Europy w 2010 jednak ostatecznie w zawodach nie wystartował. Sześciokrotny medalista mistrzostw Finlandii (1 medal złoty - 2008, 3 srebrne - 2006, 2007, 2011 i 2 brązowe - 2003, 2004) oraz uczestnik meczów międzypaństwowych.  
Rekord życiowy: 86,68 (27 lipca 2008, Tampere).

## Osiągnięcia
| Rok  | Impreza                               | Miejsce   | Pozycja           | Wynik |
| ---- | ------------------------------------- | --------- | ----------------- | ----- |
| 2001 | Mistrzostwa świata juniorów młodszych | Debreczyn | 3. miejsce        | 68,85 |
| 2003 | Mistrzostwa Europy juniorów           | Tampere   | 2. miejsce        | 73,66 |
| 2003 | Światowe igrzyska wojska              | Katania   | 3. miejsce        | 74,32 |
| 2005 | Młodzieżowe mistrzostwa Europy        | Erfurt    | 5. miejsce        | 75,25 |
| 2005 | Uniwersjada                           | Izmir     | 2. miejsce        | 79,61 |
| 2006 | Mistrzostwa Europy                    | Göteborg  | el. – 17. miejsce | 75,21 |
| 2007 | Mistrzostwa świata                    | Osaka     | 8. miejsce        | 82,10 |
| 2008 | Igrzyska olimpijskie                  | Pekin     | 4. miejsce        | 83,95 |
| 2009 | Mistrzostwa świata                    | Berlin    | 11. miejsce       | 75,57 |